# ウィリー・ウィークス
ウィリー・ウィークス（Willie Weeks、1947年8月5日 - ）は、アメリカ合衆国ノースカロライナ州サレムバーグ出身のベーシスト。様々な幅広いジャンルにわたって有名なミュージシャン達と共演することで名声を得た。プロになって以来、最も需要のあるセッション・ミュージシャンの一人として過ごしてきた。
また同時に、ウィリー・ウィークスは、プロになって以来、ロックの世界の何人もの重要人物達と一緒にツアーをしてきたことでも「悪名高い」。2006年から2007年にかけては、クロスロード・ギター・フェスティバルというワールド・ツアーに、エリック・クラプトンのハウス・バンドのベーシストとして参加し、健在ぶりを見せつけていた。
2017年から長野県軽井沢町に在住。

## 経歴
ウィークスは、ノースカロライナ州サレムバーグに生まれる。1960年代初頭に、エレクトリックベースを弾き始める。彼が最初に影響を受けたのは、ラジオで聴くことができた、カントリー・ミュージック、ポップス、そしてリズム・アンド・ブルースだった。ウィークス自身は、初期の頃に影響を受けたミュージシャンとして、ロン・カーター、ジェームス・ジェマーソン、そしてレイ・ブラウンを挙げている。
ウィークスは、下記のようなミュージシャン達とスタジオ・ワークもしくはツアーを行っている経験がある。
チャカ・カーン、ロイ・ブキャナン、グレッグ・オールマン、デヴィッド・ボウイ、クラレンス・ブラウン、ジミー・バフェット、ケヴィン・チャルファント、エリック・クラプトン、バディ・ガイ、ハンク・クロフォード、ロバート・クレイ、ピノ・ダニエレ、ボ・ディドリー、ドゥービー・ブラザーズ、アレサ・フランクリン、ヴィンス・ギル、アイザック・ヘイズ、ジョージ・ハリスン、ビリー・ジョエル、ワイノナ・ジャッド、B.B.キング、ライル・ラヴェット、ゲイル・デイヴィーズ、デイヴィッド・リー・ロス、マイケル・マクドナルド、ドン・マクリーン、ジョン・メイヤー、ジョン・メレンキャンプ、ベット・ミドラー、ランディ・ニューマン、ピノ・パラディーノ、ジョン・スコフィールド、カーリー・サイモン、ロッド・スチュワート、ローリング・ストーンズ、ジェームス・テイラー、リチャード＆リンダ・トンプソン、ジョー・ウォルシュ、ボビー・ウーマック、レオン・ラッセル、スティーヴ・ウィンウッド、スティーヴィー・ワンダー、ロニー・ウッド、ソウライヴ、エタ・ジェイムス、矢沢永吉。
ウィークスは、ダニー・ハサウェイのレギュラー・バンドに参加し、ハサウェイのアルバム『ライヴ』(1972年)に収録された「Voices Inside (Everything is Everything)」という曲で、2分32秒のベース・ソロを取っている。このソロは、多くのベーシストから、ウィークスのベスト・プレイの一つだと考えられている。
ウィークスは、レコーディングでは、1962年製フェンダー・プレシジョンベースをアムペッグのSVTアンプを使用して鳴らしている（しかし最初は、アムペッグのB-15を使っていると報道されていた）。また、イリノイ州ブリッジヴューのトヨタ・パークで2007年7月28日に行われたクロスロード・ギター・フェスティヴァルでもベースを演奏している。
ウィークスは、「ルーファス・ウィズ・チャカ・カーン」に先立つバンドである「アスク・ルーファス」で演奏している。彼は、アル・クーパーの曲である「ブラン・ニュー・デイ」の録音にも顔を出している。また、ファビュラス・アメイザーズや、ミネソタのグループ「ジプシー」に加入していたビル・ローダン（ロビン・トロワーのバンドの前ドラマー）とも共演している。

## 使用機材
1962年製の赤いプレシジョンベースに加え、1958年製のメイプル・ネックのプレシジョンベース、1964年製のジャズ・ベース、そしてサンバーストのマーカス・ミラー・モデル、さらにはクラプトンのアンプラグドなレパートリーでは、タバコ・サンバースト・ケイの4弦アコースティック・ベースも使用している。2008年のクラプトンの「ヨーロピアン・サマー・ツアー」では、1963年製のサンバーストのプレシジョンベースも使用していた。
2009年のオーストラリア・ツアー、イギリス・ツアーでは、フェンダー、ケイ、アレヴァ・コッポロのベースを使用。
映画『ブルース・ブラザース2000』と『ライトニング・イン・ア・ボトル』の映像でも、ウィークスの姿を見ることができる。

## ディスコグラフィ

### ジプシー
- 『イン・ザ・ガーデン』 - In the Garden (1971年、Metromedia)

### ダニー・ハサウェイ
- 『ライヴ』 - Live (1972年)

### スティーヴィー・ワンダー
- 『インナーヴィジョンズ』（1973年）

### アレサ・フランクリン
- 『輝く愛の世界』（1974年）

### ランディ・ニューマン
- 『グッド・オールド・ボーイズ 』 - Good Old Boys (1974年)
- 『小さな犯罪者』 - Little Criminals (1977年)
- 『ボーン・アゲイン』 - Born Again (1979年)

### ロッド・スチュワート
- 『スマイラー』（1974年）
- 『ナイト・オン・ザ・タウン』（1976年）

### ジョージ・ハリスン
- 『ダーク・ホース』 - Dark Horse (1974年)
- 『ジョージ・ハリスン帝国』 - Extra Texture (Read All About It) (1975年)
- 『33 1/3』 - Thirty Three & 1/3 (1977年)
- 『慈愛の輝き』 - George Harrison (1979年)
- 『想いは果てなく〜母なるイングランド』 - Somewhere in England (1981年)
- 『ゴーン・トロッポ』 - Gone Troppo (1982年)

### デヴィッド・ボウイ
- 『ヤング・アメリカンズ』（1975年）